# سي بايثون
سي بايثون (بالإنجليزية: CPython) هو التنفيذ الأكثر انتشارًا لقواعد لغة البرمجة بايثون وهو مكتوب بلغة سي. بالإضافة إلى سي بايثون، يوجد تنفيذان آخران مشهوران لقواعد لغة بايثون: جايثون -المكتوب بلغة جافا- وآيرن بايثون - المكتوبة لوقت تشغيل اللغة المشتركة. توجد تنفيذات أخرى عديدة لقواعد باثون. يعد سي بايثون مفسر كود ثماني.

## وصلات خارجية
- سي بايثون على موقع Open Hub (الإنجليزية)
- سي بايثون على موقع Free Software Directory (الإنجليزية)